# Хорнвары
Хорнва́ры (чув. Хурӑнвар) — деревня в Цивильском районе Чувашской Республики. Входит в состав Малоянгорчинского сельского поселения.

## География
Находится в северной части Чувашии на расстоянии приблизительно 14 км на запад-северо-запад по прямой от районного центра города Цивильск.

## История
Известна с 1858 года как деревня с населением 189 человек, в 1897—349, в 1926 — 83 двора, 359 человек, в 1939—361 человек, в 1979—178. В 2002 году было 49 дворов, в 2010 — 48 домохозяйств. В период коллективизации был образован колхоз «Звезда», в 2010 году действовали СХПК «Гвардия» и СХПК «Правда».

## Население
Постоянное население составляло 99 человек (чуваши 100 %) в 2002 году, 108 в 2010.